# Columnes basàltiques

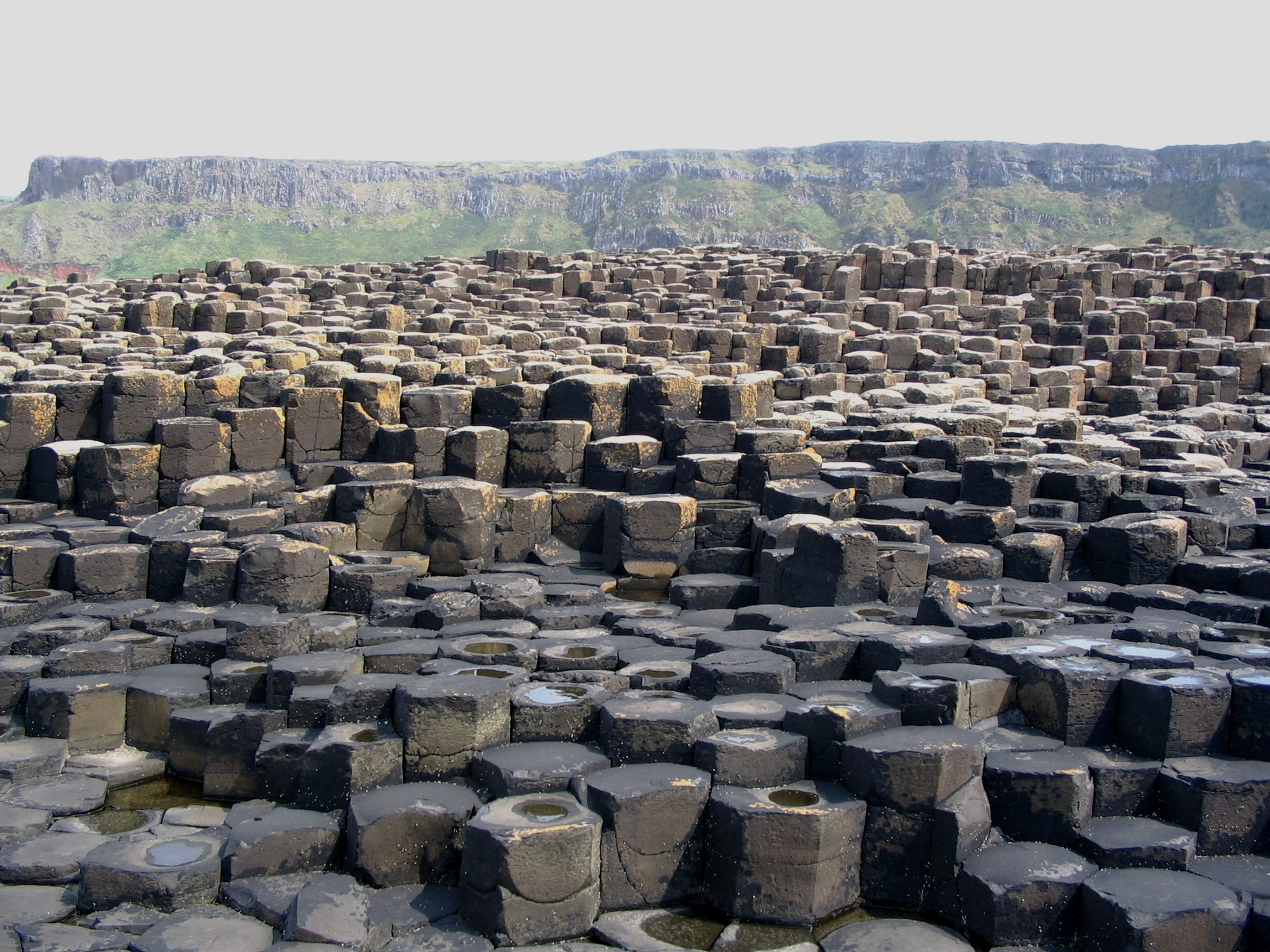
Columnes hexagonals de basalt a la Calçada del Gegant, comtat d'Antrim, Irlanda del Nord.

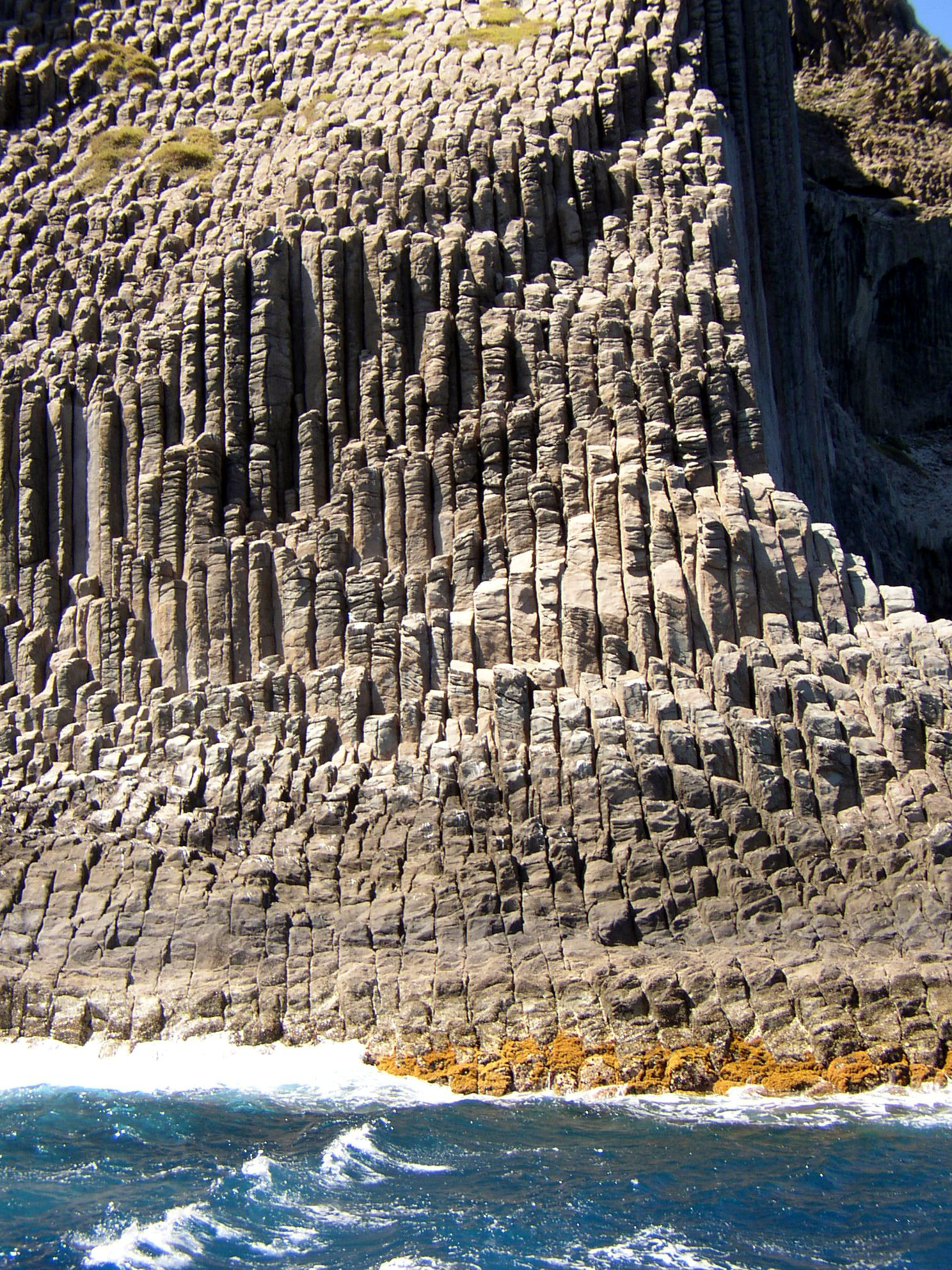
Los Órganos, a La Gomera, Canàries.

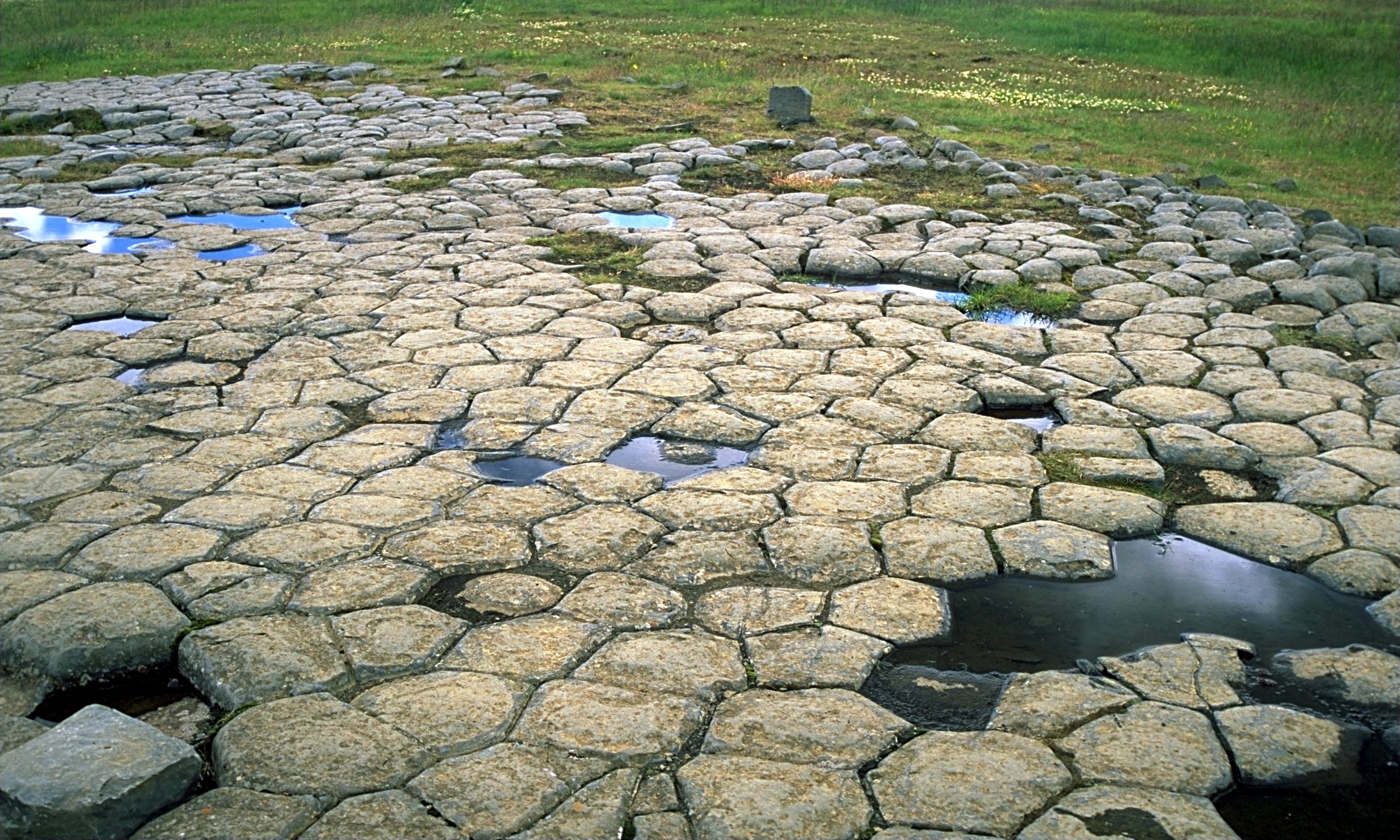
Basalts amb algunes formes pentagonals a Devergasteinn, a prop de Kirkjubæjarklaustur, al sud d'Islàndia.

Les columnes basàltiques (o columnata basàltica o òrgans basàltics) són formacions regulars de pilars més o menys verticals, amb forma de prismes poligonals (predominantment hexagonals), que es formen per fractura progressiva de la roca durant el refredament relativament lent de lava basàltica en algunes colades, en xemeneies volcàniques o en calderes que no arriben a desbordar-se buidar-se sobtadament, de manera que llur refredament passa in situ. Aquestes esquerdes són un cas especial de diàclasi denominat disjunció columnar. La disjunció columnar es pot formar en basalts, encara que de manera menys freqüent, també en altres roques volcàniques procedents del refredament de laves de diferent composició química, com ara andesites, dacites i riolites.

## Geologia
El basalt és el tipus de roca magmàtica d'ocurrència més freqüent. El 64,7% de les roques que conformen l'escorça terrestre són ígnies i d'aquest percentatge, els basalts i gabres representen el 42,5%. El magma basàltic corresponent exerceix a més un paper essencial en la formació d'altres tipus de roca.
La formació d'aquestes columnes es produeix perquè la lava basàltica, en refredar-se, se solidifica, però disminuint el seu volum, de manera que es quartera en forma de prismes de diferents tipus (generalment hexagonals), formant uns conjunts característics en molts relleus volcànics. La mida de les columnes ve determinada per la velocitat de refredament, sent les més grans producte de temps de refredament més llargs. Tot i que la majoria de les columnes basàltiques són prismes hexagonals, podem trobar formes prismàtiques des de quatre fins a vuit costats.
També es pot produir disjunció columnar en dics intrusius de tipus sill, com es veu nítidament en diversos llocs de l'illa de la Palma. A la gruta de Fingal es poden veure les columnates basàltiques d'una colada de lava intercalada entre dues colades volcàniques que es van produir en èpoques diferents i les característiques diferents van ajudar a mantenir soterrada a la lava molt més calenta i líquida, de manera que el seu refredament va ser molt lent, la qual cosa va determinar que es produïssin aquestes columnes volcàniques.
Finalment, també es pot veure la formació de columnes prismàtiques en el dessecament de sediments argilosos homogenis que arriben sovint a profunditats importants (fins a un metre), formant sòls poligonals que cal rompre superficialment al començament de la seva formació després d'una pluja o del reg, per evitar que es perdi el sòl agrícola.

## Llocs amb columnes basàltiques destacades

### Europa

#### Alemanya
- Baden-Wurtemberg

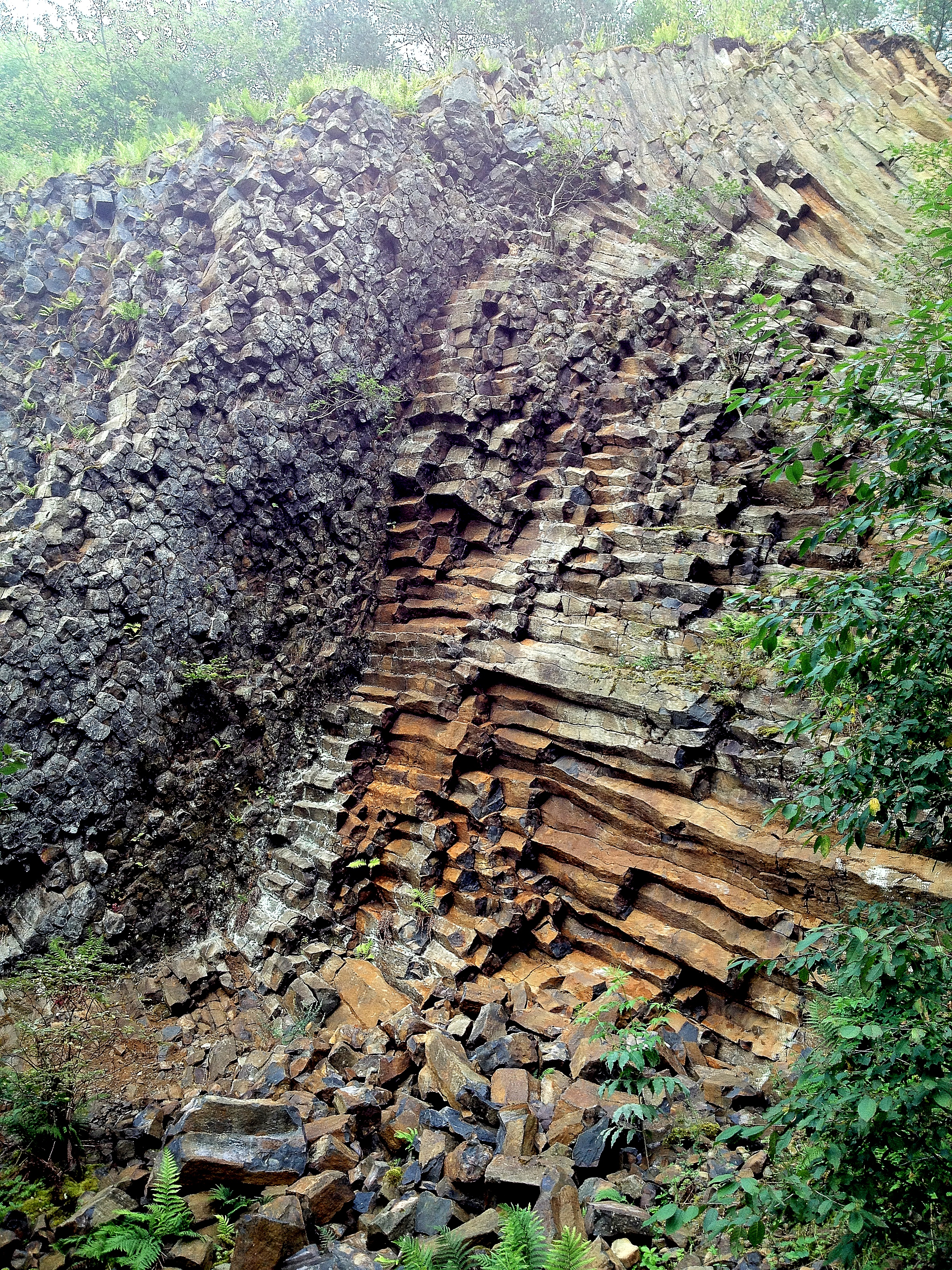
Columnes basàltiques al Rhön, nord de Baviera.

  - Jura de Suàbia, a prop del volcà suau (Schwäbischer Vulkan)
  - Hegau
  - Odenwald, Katzenbuckel (on també hi ha basanita)
- Baviera
  - Gangolfsberg
  - Kemnather Talkessel
  - Steinwald, part nord
  - Parkstein
  - Rhön, nord de Baviera
  - Stoppelsberg
- Hessen
  - Vogelsberg - el massís basàltic més gran de l'Europa central
  - Hoher Meissner
- Baixa Saxònia
  - Hoher Hagen, sud de la Basse-Saxe
- Saxònia
  - Scheibenberg a les Muntanyes Metal·líferes occidentals
  - Bärenstein a les Muntanyes Metal·líferes occidentals
  - Pöhlberg a les Muntanyes Metal·líferes occidentals
  - Geisingberg a les Muntanyes Metal·líferes orientals
  - Wilisch a les Muntanyes Metal·líferes orientals
  - El Burgberg de Stolpen a l'Elbsandsteingebirge
  - Lausitzer Bergland
    - Landeskrone
    - Löbauer Berg
    - Kottmar
- Westerwald
  - Regió de Bad Marienberg: el Basaltpark i Stöffel-Park
- Vulkaneifel
- Siebengebirge
- Saarland
  - Hellerberg Freisen
- Linz am Rhein, Mendig, Mayen, Renània-Palatinat

#### Espanya
- Los Órganos, a l'illa de La Gomera.

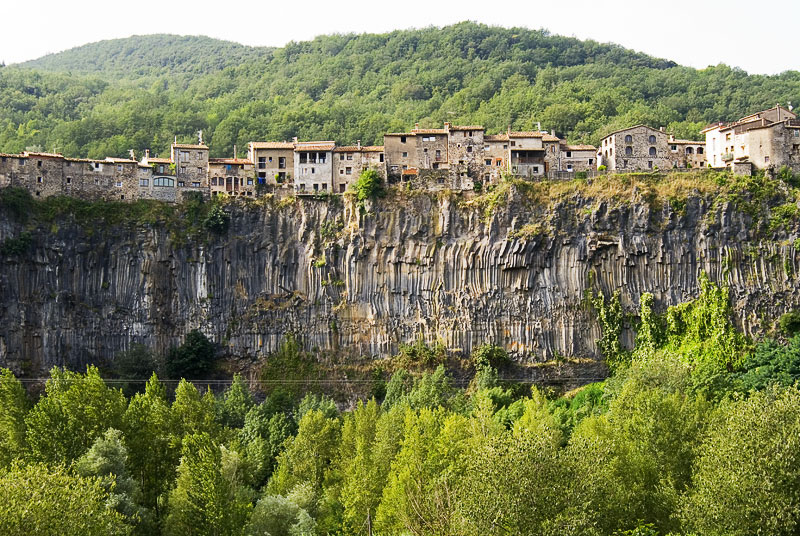
Castellfollit de la Roca, població assentada sobre antigues colades basàltiques del Plistocè mitjà amb disjunció columnar.

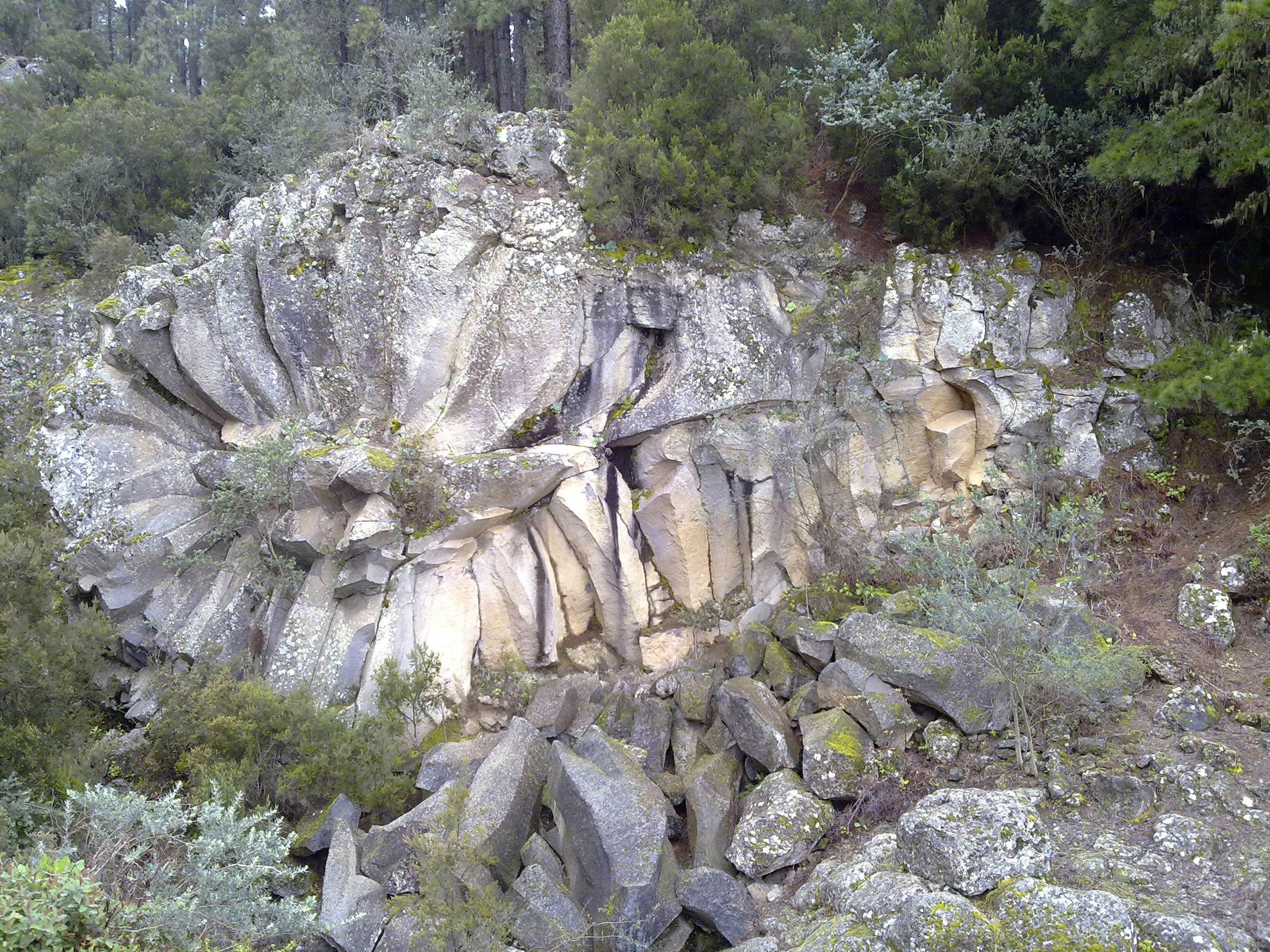
«Pedra de la Rosa» (Illa de Tenerife, Canàries), amb una disjunció columnar radial

- Pedra de la Rosa, illa de Tenerife, província de Santa Cruz de Tenerife, situada al quilòmetre 22,4 de la Carretera TF-21 (direcció La Orotava-Teide). Blocs geomètrics en disjunció columnar radial de basalt formen una curiosa «flor de pedra».
- La Rapadura, a l'illa de Tenerife, al paratge protegit Costa de Acentejo, al nord de Tenerife, al municipi de Santa Ursula.[7]
- Castellfollit de la Roca, Catalunya, on poden observar-se nombroses columnes basàltiques.
- Fruiz, província de Biscaia, País Basc[8]

#### França
- Massís Septentrional
- La ciutat d'Agde

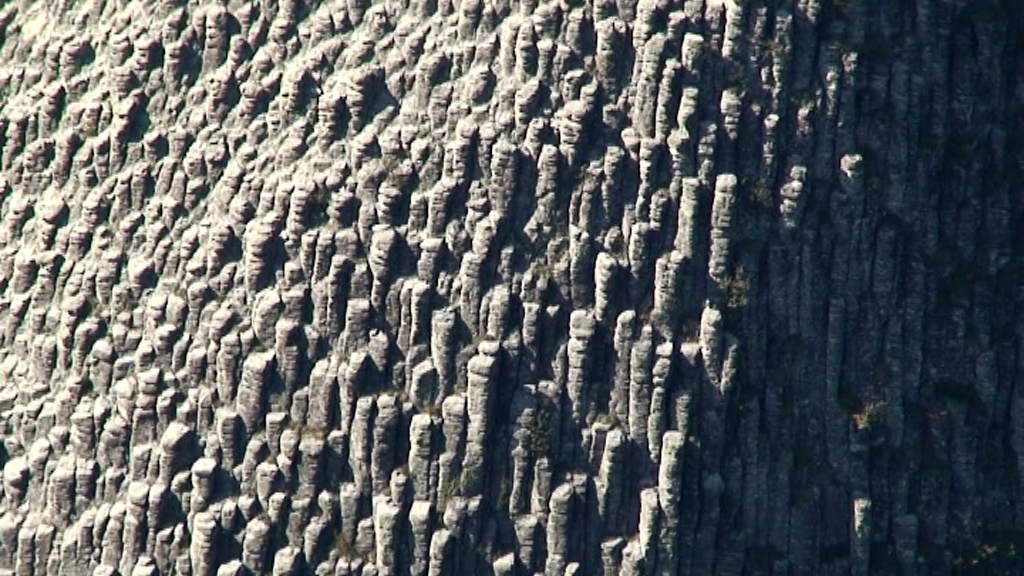
Òrgans de la Roche Tuilière (massís de Sancy, Alvèrnia)

- Cascada de Ray-Pic, departament d'Ardèche
- Òrgans d'Espaly-Saint-Marcel, Alt Loira
- Còrsega, Scandola
- Òrgans de Bort, departament de Corrèze
- El volcà de Montpeloux o els òrgans del mont Redon, Puy-de-Dôme
- Saint-Flour (Cantal), al departament de Cantal, Alvèrnia

#### Hongria
- Celldömölk

#### Islàndia
- Aldeyjarfoss, Þingeyjarsveit
- Dverghamrar, Kirkjubæjarklaustur
- Hljóðaklettar, Jökulsárgljúfur
- Jokulsargljufur
- Kálfshamarsvík, Austur-Húnavatnssýsla
- Kirkjugólf
- Litlanesfoss
- Reynisfjara
- Reynisdrangar, Vík í Mýrdal
- Svartifoss, parc nacional Skaftafell

#### Itàlia
- Aci Castello, lava de l'Etna
- Gorges del riu Alcantara, Sicília
- Illes Ciclòpies, Sicília

#### Regne Unit
- Staffa (isla d'Escòcia)
- Gruta de Fingal (Escòcia)

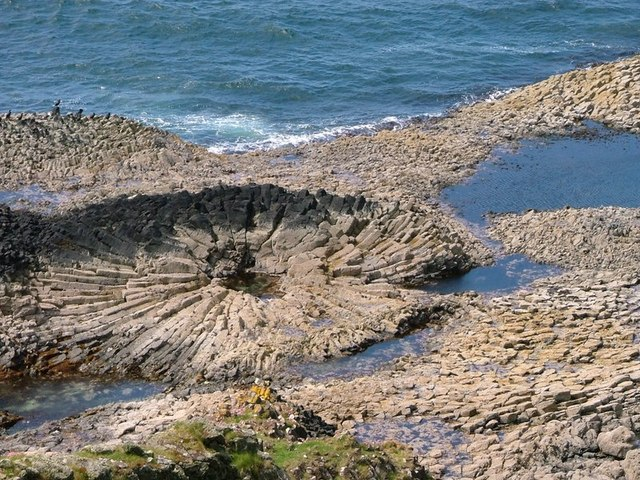
Disjunció columnar radial a l'Illa de Mull, Escòcia

- Calçada del Gegant (Giant's Causeway), Irlanda del Nord
- Illes de Canna, Eigg i Muck (Escòcia)
- part nord de l'illa de Skye (Escòcia)
- Illa de Mull i la propera platja de Morvern (Escòcia)
- Samson's ribs (Escòcia)
- Ulva (Escòcia)

#### República Txeca
- Böhmisches Mittelgebirge (České středohoří)
- Lausitzer Gebirge (Luzicke hory)
- Duppauer Gebirge (Doupovske hory)
- Reserva natural de Ryžovna
- Panská Skála[9]

Altres

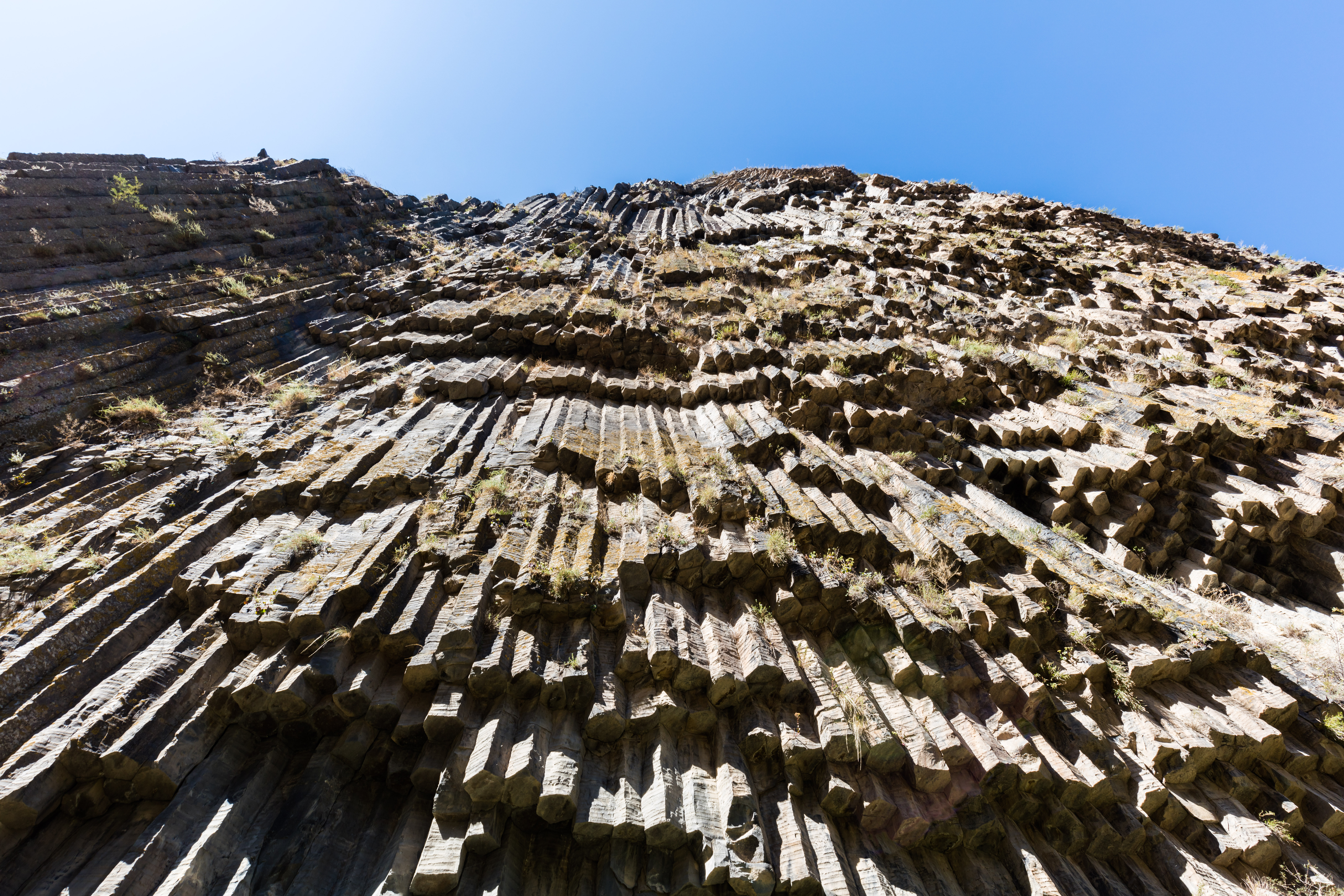
«Simfonia de Roques», vall de Garni, Armènia

- Prop de la catedral Saint Sarkis, Erevan, Armènia
- Gorg de Garni, prop d'Erevan, Armènia
- Cingles de Rocha dos Bordões, Flores (Açores)
- Detunatele, Romania

### Àfrica
- Los Órganos, a l'illa de La Gomera.
- Costa nord de l'illa de Madeira
- Bugarama a Rusizi, Ruanda

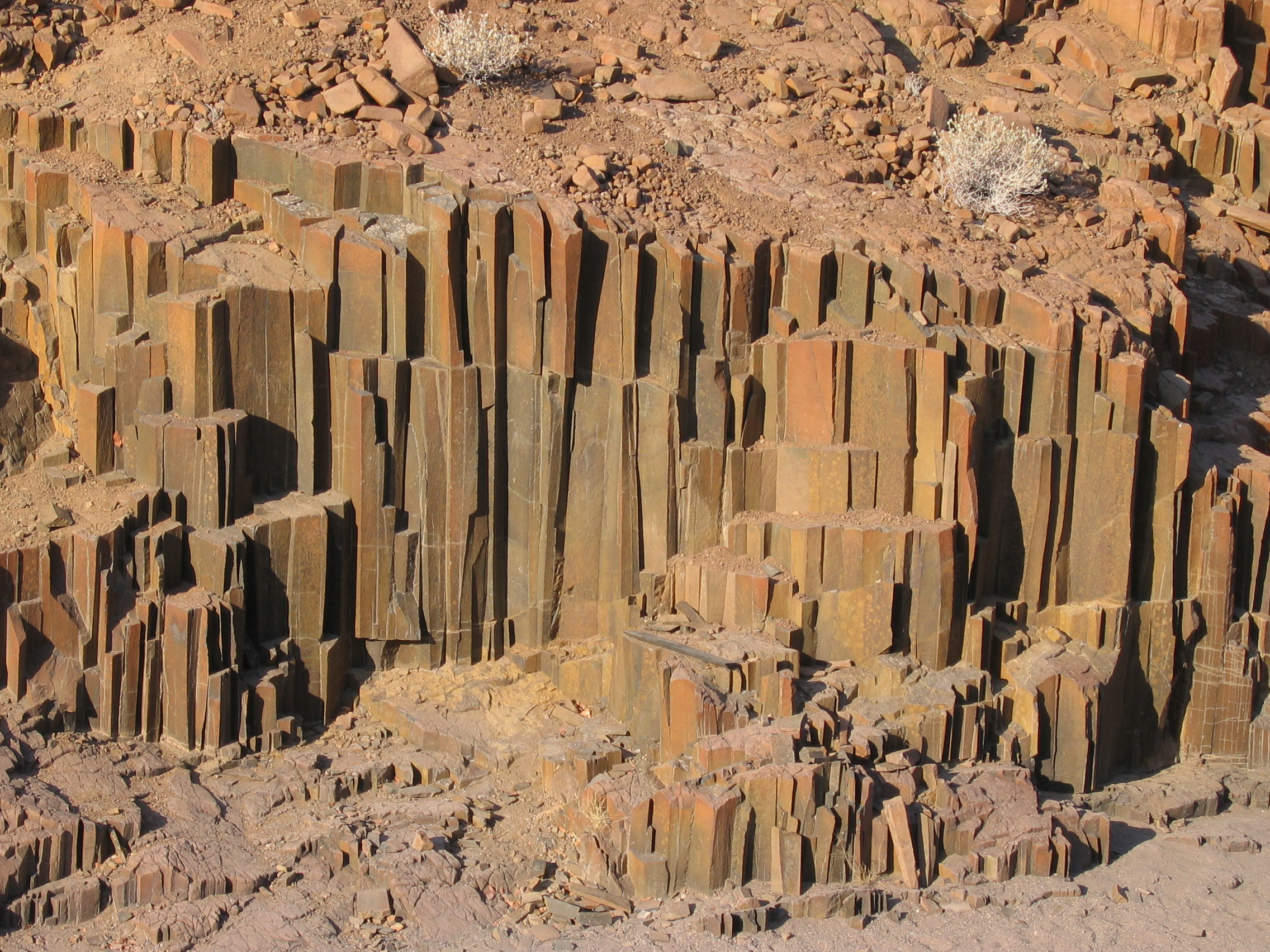
Òrgans del Damaraland (Namíbia)

- "Organ Pipes", a prop de Twyfelfontein, Namíbia
- Cascada Rochester, illa Maurici
- Piton de la Fournaise, a La Réunion
- Bassin La Paix a Saint-Benoît de La Réunion
- Numan, Nigèria

### Àsia
Xina

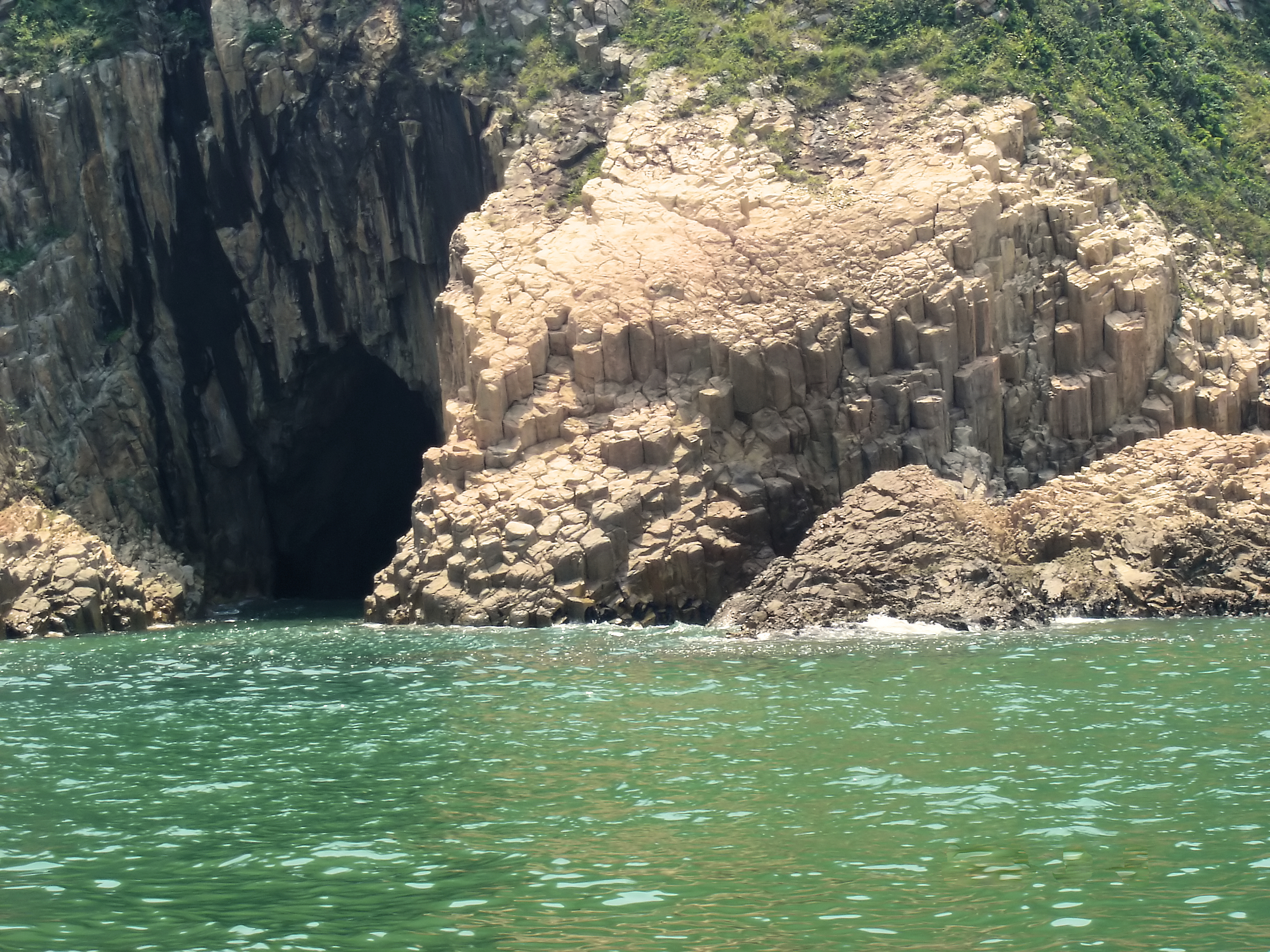
Columnes basàltiques a Hong Kong, a prop de l'illa Basalt i de l'embassament High Island Reservoir

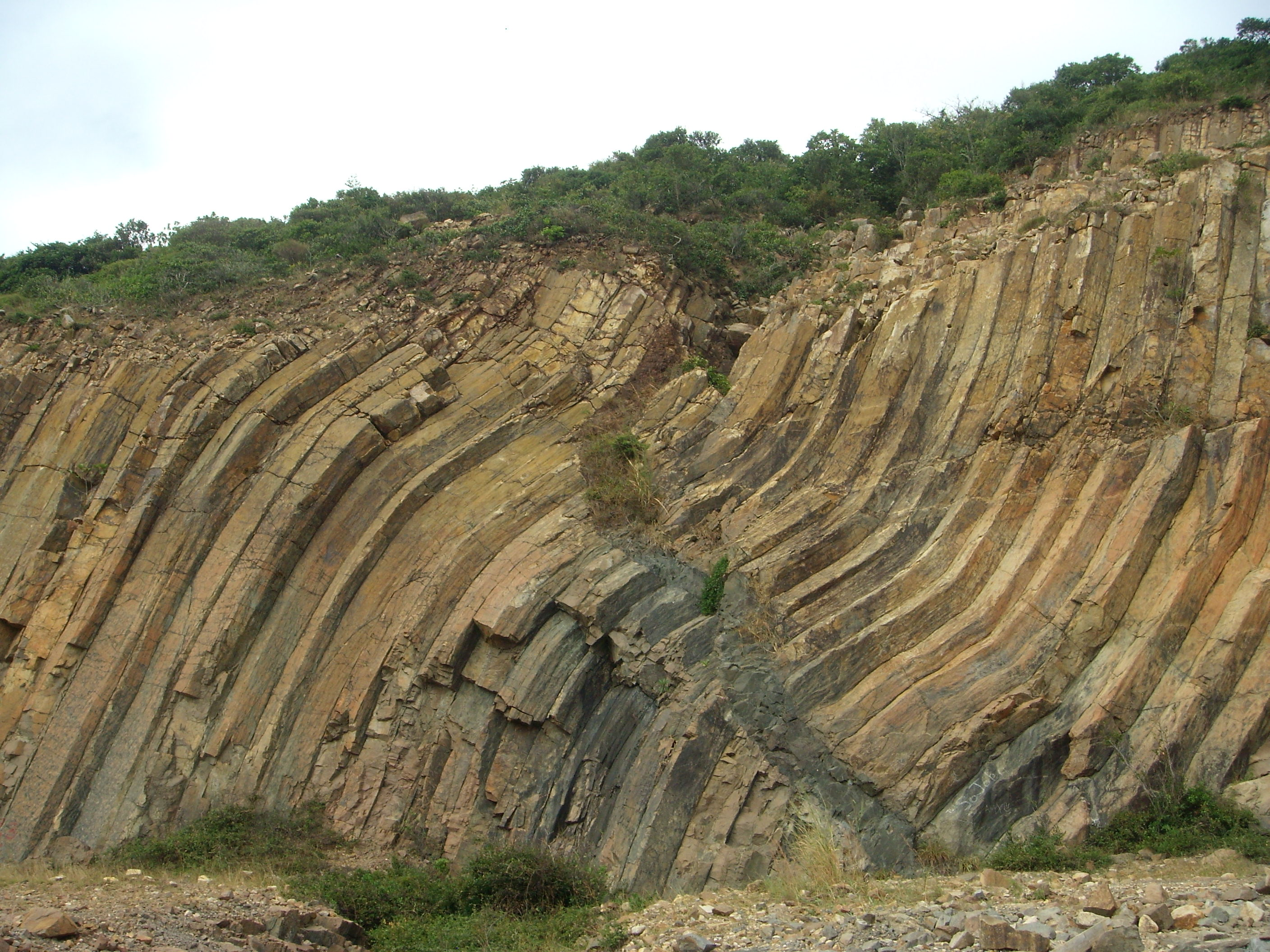
Columnes basàltiques en forma d'S a l'embassament de l'Illa Alta de Hong Kong

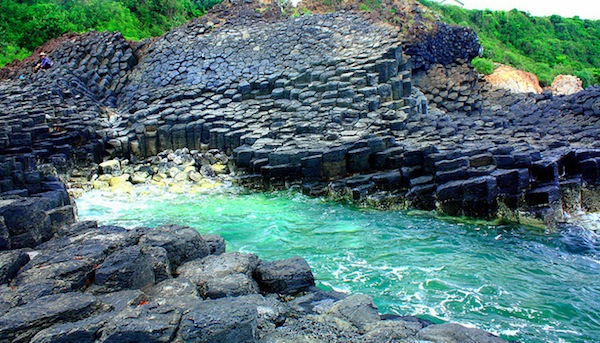
Els cingles de Stone Plates (Ghềnh Đá Dĩa) a prop de la ciutat de Tuy Hoa, província de Phu Yen, Vietnam

- Disjuncions columnars de Heiyuhe (黑鱼河柱状节理) [Xianrenqiao (仙人桥)], riu Longchuan (龙川江), Tengchong, Xina
- Àrea de l'Illa Basalt, Hong Kong; inclosa l'àrea de la High Island Reservoir, Hong Kong, Xina.

Índia
- Illes Santa Maria, Malpe, Karnataka
- Gilbert Hill, Andheri, Mumbai

Altres
- Tongpan Basalt (桶盤玄武岩石柱), illa Tongpan i illa Hujing (illa Table, 虎井屿), illes Penghu, república de la Xina
- Cap Stolbchatiy, illes Kurils, Rússia
- Piscina hexagonal, Alts del Golan
- Jusangjeolli, Seogwipo, illa de Jeju, Corea del Sud
- Mon Hin Kong (tailandès ม่อนหินกอง), en una àrea muntanyosa de la serralada Phi Pan Nam, a prop de Na Phun, districte de Wang Chin, província de Phrae, Tailàndia[10]
- Gorja de Takachiho-kyo, Takachiho, prefectura de Miyazaki, Japó
- Els cingles de Stone Plates (vietnamita Ghềnh Đá Dĩa), a la província de Phu Yen, Vietnam[11]
- Lloc de Tsonjiyn chuluu, prop de Delgereh, Mongòlia

### Amèrica del Nord
Canadà
- North Mountain, Nova Scotia

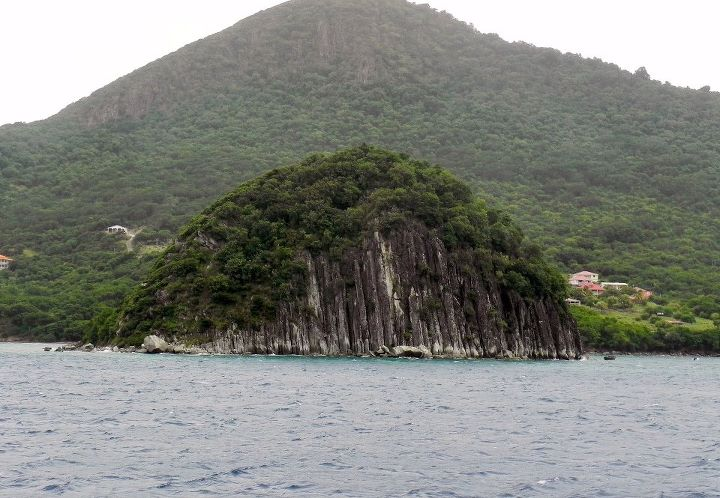
Columnes basàltiques a Pain de Sucre a Les Saintes (Antilles franceses)

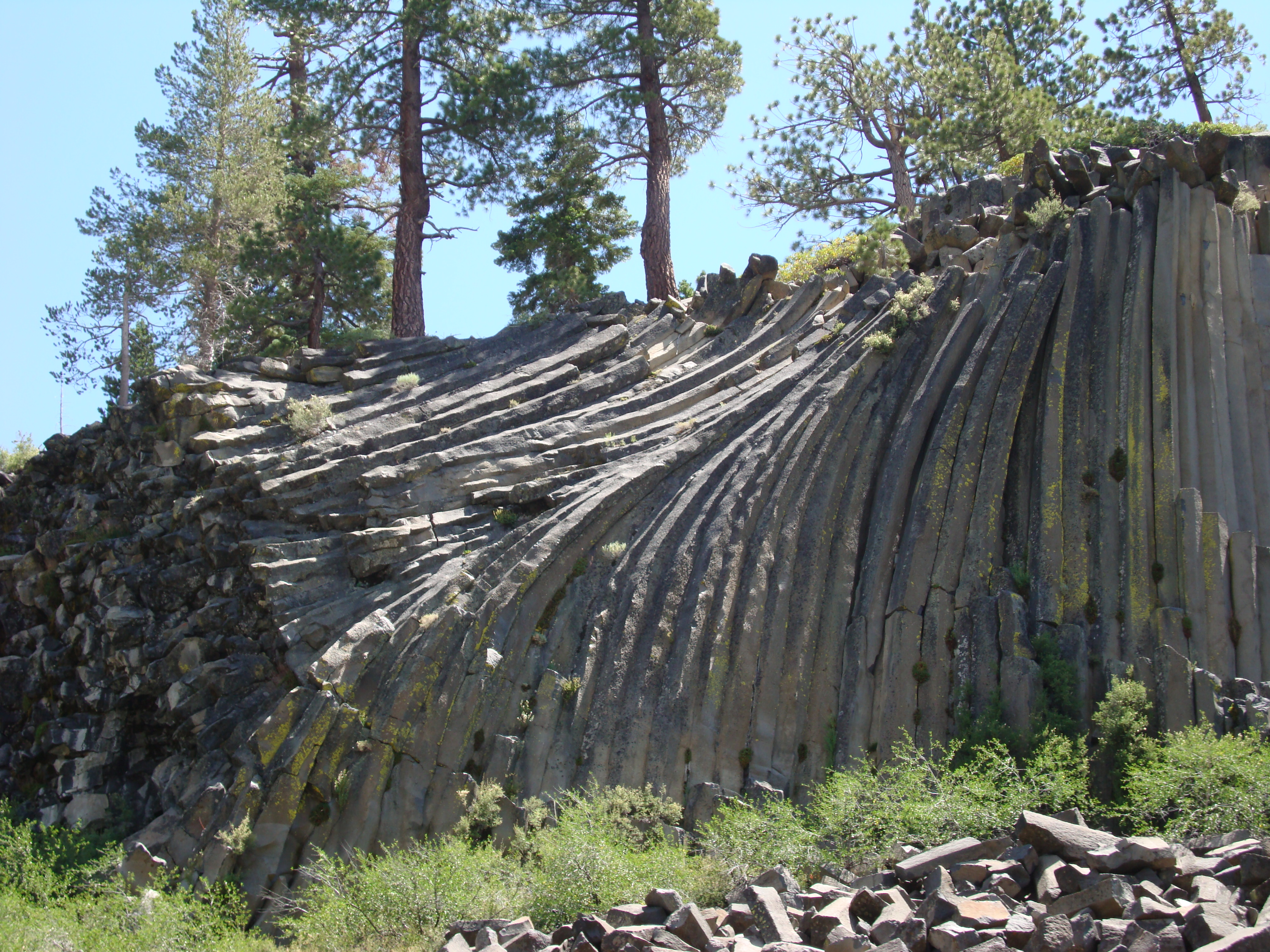
Columnes basàltiques a Devil's Postpile, Califòrnia

- Mont Cardiff, altiplà de Chilcotin, Colúmbia Britànica
- Complex volcànic del mont Edziza, Colúmbia Britànica
- Kelowna, Colúmbia Britànica (Mont Boucherie, Spion Kopje)
- Rouyn-Noranda, Quebec

Estats Units
- Devil's Postpile, Califòrnia
- Devils Tower, Wyoming
- Cingle Sheepeater, Parc Nacional de Yellowstone
- Altiplà del Columbia, Washington
- Riu Columbia, Washington/Oregon
- Comtat de Whatcom, Washington[12]
- La cara est de la Serralada de les Cascades, a la banda d'Oregon
- Mont Turtleback, Moultonborough, New Hampshire

Mèxic
- Prismes basàltics de Santa María Regla a Huasca de Ocampo, estat d'Hidalgo, Mèxic.
- Salto de San Antón a Cuernavaca, estat de Morelos
- Prismes basàltics de Tlaixpan, Texcoco

### Amèrica Central
- Suchitoto, Departamento de Cuscatlán (El Salvador)
- La Libertad, Departamento de La Libertad (El Salvador)
- Los Ladrillos o el Gunko, (Bajo Mono, districte Boquete, Província de Chiriquí, Panamà)
- Amatitlan, Departament de Guatemala (Guatemala)

Carib
- Pain de Sucre, Les Saintes (Antilles franceses)

### Amèrica del Sud
- Ancud, Xile
- Volcà Mocho-Choshuenco, Xile

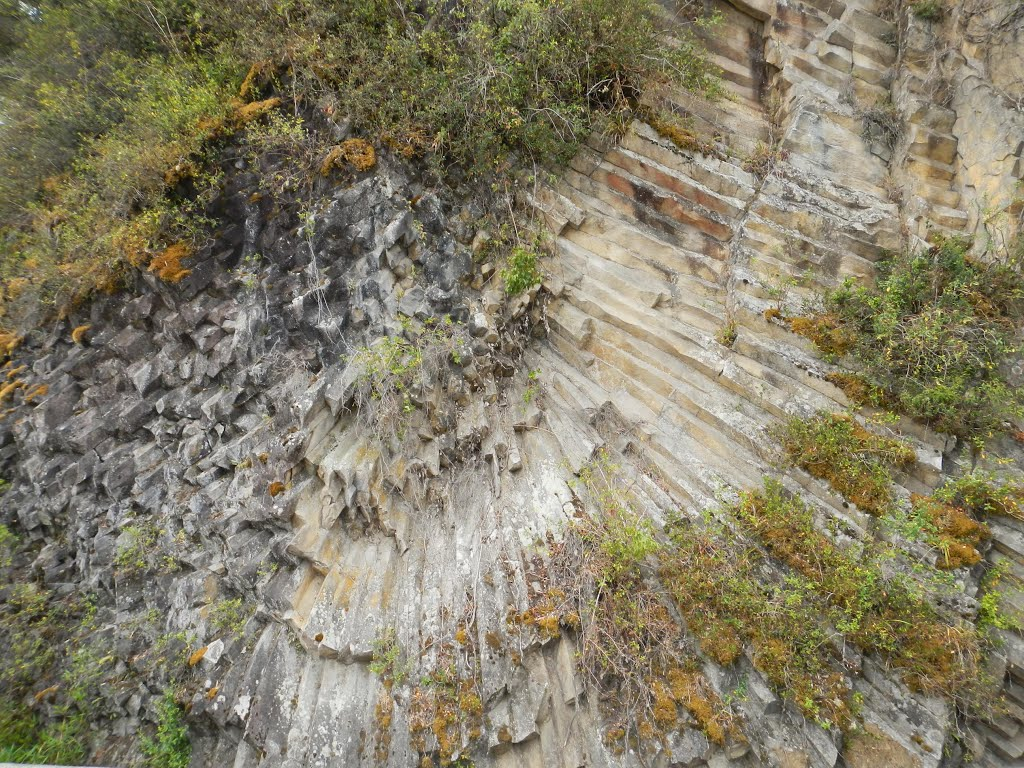
Disjunció columnar radial basàltica. Camí d’Ensenada a Las Cascadas, Regió de Los Lagos, Xile.

- Roca del Abanico, Ensenada, Regió de Los Lagos, Xile
- Caviahue, província de Neuquen, Argentina
- Casabianca, Tolima, Colòmbia.[13]
- Cerro Kõi d'Areguá, Paraguai

### Oceania
Austràlia
- Punta Fingal, a prop de Coolangatta, Nova Gal·les del Sud
- Mount Scoria Conservation Park, Thangool, Queensland[14]
- Narooma Basalt, Narooma, Nova Gal·les del Sud
- Parc nacional Tubs d'Òrgan, Victoria

Estats Federats de Micronèsia
- Pwisehn Malek, Pohnpei[15]

Nova Zelanda
- Blackhead i la propera Second Beach, Dunedin[16]
- Illes Chatham, Nova Zelanda
- The Organ Pipes, mont Cargill, Dunedin[17]